# Малая Целинная детская железная дорога
Малая Целинная (ранее существовавшие названия: Малая Карагандинская, Целиноградская) детская железная дорога находилась в городе Астане — столице Республики Казахстан. Дорога носила имя Героя Советского Союза М. В. Яглинского. Закрыта в 2002 году.
Детская железная дорога в городе Акмолинске (с 1961 года назывался Целиноград, с 1992 года — Акмола, с 1998 года — Астана, с 2019 — Нур-Султан, с 2022 - Астана) была открыта 9 июня 1946 года. Ширина колеи составляла 600 мм (такая же колея была и на открытой спустя два года Сталинградской детской железной дороге).
Первоначально узкоколейная железная дорога официально называлась «Малая Карагандинская детская железная дорога». Это было связано с тем, что Акмолинский железнодорожный узел в то время находился на Карагандинской железной дороге. В центре Карагандинской железной дороги, городе Караганда, детской железной дороги не было.
Линия узкоколейной железной дороги представляла собой замкнутое кольцо протяжённостью приблизительно 1700 метров. Оно было расположено в парке, вблизи берега реки Ишим (Есил). Имелись две станции: Абай (названа в честь казахского поэта Абая Кунанбаева), и Победа (на казахском языке — Женіc). На обеих станциях были построены деревянные вокзальные здания.
В 1958 году узкоколейная железная дорога была перестроена с колеи 600 мм на стандартную узкую колею — 750 мм. Появился тепловоз ТУ2.
В 1959 году, после появления детской железной дороги в Караганде, узкоколейная железная дорога была переименована в Малую Акмолинскую, в 1961 году — в Целиноградскую. В 1977 году Целиноград стал центром Целинной железной дороги. Детская железная дорога получила название Малой Целинной.
В начале 1990-х годов на дороге имелся тепловоз ТУ2-175, несколько пассажирских вагонов Pafawag. Функцию локомотивно-вагонного депо выполняла огороженная территория, расположенная рядом с главным ходом, вблизи берега реки Ишим (перегон Абай — Победа).
В 2001 году руководство компании «Казакстан Темір Жолы» («Казахстанские железные дороги») приняло решение об отказе от содержания последних детских железных дорог. Малая Целинная детская железная дорога была передана городскому акимату.
Весной 2002 года детская железная дорога была уничтожена. Подвижной состав (тепловоз ТУ2-175, вагоны Pafawag), в основном, был порезан. Некоторые вагоны использовались в качестве бытовок на городских строительных площадках. Рельсы были сняты и проданы в качестве металлолома. Вокзал на станции Победа был продан сторонней организации и превращён в кафе «Сары-Арка».
По состоянию на май 2007 года, на всём протяжении разобранной линии детской железной дороги оборудована пешеходная дорожка. На бывшей станции Абай сохранилась платформа. Здание вокзала на бывшей станции Победа проходит капитальный ремонт, в результате которого будет почти полностью утрачен его прежний облик.